# 鈴木真夕
鈴木 真夕（すずき まゆ、1994年3月16日 - ）は、日本のAV女優、元グラビアアイドル。千葉県出身。ただし、自身のツイッター記事では生年月日は1993年3月16日となっている。(2017年9月13日記事)　ML所属。グラビアアイドル時代は「RUSH」(現在は消滅)に所属していた。

## 来歴
2011年10月、「純粋少女〜17歳、初めてのTバック〜」でデビュー。着エロアイドルを始めた理由は○円もらえると声をかけられたのがきっかけ（金額は未公表）。
2014年11月、週刊プレイボーイにて自身初のヘアヌードを披露。
2015年5月、E-BODYから「現役グラビアアイドルAV解禁」をリリースし、AVデビュー。
趣味はショッピング、プラモデル作り。好きな作品は機動戦士ガンダムSEED。特技はピアノ、料理。
AVデビュー後、5年にわたり所属事務所を非公開としていたが、2020年に株式会社ML所属であることを公表している。
AVデビュー後は陰毛が濃いことを自身の売りにしており（作品内でパイパンにしたことはある）、脱毛サロンに行くときも陰毛は残しておくよう頼むので怪訝な反応をされるという（陰毛を優先的に除去する女性が多いため）。なお、鈴木自身もグラビアアイドル時代は水着から出ないように全剃りしており、その反動でデビュー後に濃くなったのではないかと述懐。週刊プレイボーイ編集部は「あどけない顔立ちとアンバランスな剛毛が最高にシコい」と解説している。
2025年にAVデビュー10周年を迎え、初ヘアヌードを掲載した週刊プレイボーイで記念インタビューが行われた。

## 作品

### アダルトビデオ

#### E-BODY専属
- 現役グラビアアイドルAV解禁（5月13日）
- 絶頂111回!! 現役グラドルの激イキ!初体験セックス4時間SP（6月13日）
- ねっとり濃厚な接吻と発情ベロキス性交 鈴木真夕（7月13日）
- パイパングラドル つるマンご奉仕ソープ嬢 鈴木真夕（8月13日）
- E-BODY専属美少女W 逆3Pスペシャル 鈴木真夕 美竹すず（9月13日)
- エロス解禁! 理性ぐちゃぐちゃ絶叫トランス性交 鈴木真夕（10月13日)
- 美しきスーパーボディJK捜査官 鈴木真夕（11月13日)
- 浮気妻 私、あなたの上司に抱かれました…。 鈴木真夕（12月13日）

- 解禁 真正中出し 剛毛おま○こ生姦11発 鈴木真夕（1月13日）
- 睾丸カラッカラになるまで精子ヌキ尽くす逆媚薬10連発SEX 鈴木真夕[8]（2月13日）
- ビッチャ漏れ汁 ガンギマリBODY 鈴木真夕（3月13日）
- 鈴木真夕 初BESTメガ盛り収録16本番（4月13日）※女優ベスト
- マ●コ! アナル! ヌキ挿し! 丸ごと大公開!! 変態集団の注目を浴び続ける究極羞恥!! 朝から晩まで全裸本番マナ板ショー 鈴木真夕（5月13日）
- 膣中ドピュドピュ大大大好き! 援交オヤジと会った瞬間すぐ挿入! 真正ナマ中出しJK 鈴木真夕（6月13日）
- 鈴木真夕 全タイトルコンプリートBEST 39本番12時間スペシャル（10月13日）※単体ベスト

#### 企画単体
- ひたすら絶頂 ひたすらシリーズ No.002 鈴木真夕（9月2日、プレステージ）
- プレミアム スタイリッシュソープ ゴールド（9月7日、PREMIUM）
- 中年親父と濃厚ごっくん中出し（9月19日、エムズビデオグループ）
- パイズリでブッ飛ぶほど気持ち良い挟射（9月25日、痴女ヘブン）
- 射精大好きマサオ君と欲求不満お姉ちゃんのHなお留守番 8（10月1日、ワンズファクトリー）
- 爆乳妻のねとられ告白 近所の水道屋の逞しい肉棒にNTRされた人妻（10月1日、Fitch）
- 御奉仕メイドRoom（10月7日、BeFree）
- 完全ノーカット真性中出し（10月19日、MOODYZ）
- たった24時間で、身も心も堕ちた私。（10月25日、マドンナ）
- 触手 中出しに堕ちた巨乳美女（11月1日、ワンズファクトリー）
- オパンティーヌ（11月25日、ROOKIE）
- 盗撮肉濡れマッサージ ～失禁羞恥に悶える爆乳美容部員～（12月13日、Fitch）
- 超高級中出し専門ソープ（12月19日、MOODYZ）

- 無理やり強制中出し痴女（1月1日、本中）
- 「お願いもう我慢できない、中に出してください…」約3ヶ月間にわたり、実の教え子達に調教され続けた教育実習生の真正中出し投稿映像 まゆ（3月2日、SODクリエイト）
- マジックミラー号 真夏の海岸で見つけた10代水着美少女に童貞のフリした絶倫男が激ピストン!! 何度イっても無視しガン突き再開! イったあとのマ○コはキュッと締まってエビ反り真正中出し（8月1日、SODクリエイト）
- ザ・マジックミラー 顔出し! 女子大生限定 リアル友達関係の男女の素人大学生が生まれて初めての素股に挑戦! 2人っきりの密室でクリトリスとチ○ポを擦り合わせると友情の壁を超え我慢できずにヌルッと挿入してしまうのか!? in 池袋（10月7日、DEEP'S）
- ボイン家庭教師 エロマン先生のM男いじり（11月17日、e-kiss）
- 「『弟の大きくなったオチンチンで興奮するわけないじゃない』と子供扱いしていたお姉ちゃんが… 一緒に風呂に入りたがり巨乳を押しつけ誘惑♡ 僕の勃起チ○ポを何度も見たがる」 VOL.1（12月7日、DANDY）
- 寝取らせ検証『夫婦のセックスを記念に残すはずが代役との疑似SEXに…』プライベートAV制作で他人棒をオマ○コに擦られ続けた妻はその後浮気してしまうのか?（12月7日、コスモス映像）
- ナチュラルハイ年末スペシャル 敏感恥巨乳痴漢 撮り下ろし 総勢10名2枚組 豪華版（12月7日、ナチュラルハイ）
- 続・マジックミラー号 ミラー号から降りてきた素人女性をま○こが乾く前にスタッフが再ナンパ! 民宿に連れ込みSEXした盗撮映像 水着美女編（12月21日、SODクリエイト）
- おっぱいの大きな保育士の皆さん! 童貞くんにピンクの乳首をチューチュー吸わせてもらえませんか? 母性溢れる授乳手コキでガチ勃起したち●ぽをそのまま聖母のお股にぬぷっっ! 素人子宮に童貞ザーメン中出しスペシャル!（12月22日、S級素人）

- ノーカット撮影 圧倒的快楽で理性は崩壊。汗だくハメ潮激性交。（1月1日、TEPPAN）
- ホテル痴漢 4  中出しSP（1月11日、ナチュラルハイ）
- 生徒にバイブをパンスト固定され我慢し続けるが追い打ち媚薬でイキ崩れた女教師 先生の自宅へ“逆”家庭訪問（1月11日、ナチュラルハイ）
- 中出しストーカー痴漢 2 ～何日も監視された男に犯され精神崩壊する女～（1月25日、ナチュラルハイ）
- 生真面目教育ママの意外な本性 酒乱でド淫乱化する発情オンナ（2月1日、お母さん.com/妄想族）
- 完全撮り下ろし 鉄板女優の楽屋に突撃! むちゃぶり性交（2月1日、TEPPAN）
- ‘女の亀頭’と言われるマル秘スポット「カリナ」を刺激する絶頂エステで大量潮吹き! 限界突破の激イキに火が付いた素人娘はそのままチ○ポを擦り付けられても挿入を拒めない!?（2月8日、SODクリエイト）
- 「混浴温泉でご近所の美熟妻と二人きり♡ 大きな胸を見ながらせんずりしているのがバレて怒られるかと思ったら…」 VOL.3（2月8日、DANDY）
- 「夫婦限定」マジックミラー号の中で、自慢の奥さんを「寝とって」真正中出し! 16（2月22日、SODクリエイト）
- マジックミラー号 × アクメ自転車 ママチャリ人妻限定! 「みんな私の方を見てる気がするんですけど…」 公衆の面前!? でイキまくる! ハリガタピストンで大量潮吹き絶頂アクメ!!（3月8日、SODクリエイト）
- 夜行バスで声も出せずイカされた隙に生ハメされた女はスローピストンの痺れる快感に理性を失い中出しも拒めない 女子○生限定 騎乗位発射SP（3月8日、ナチュラルハイ）
- 「誰にも言わないで!!」 デリヘル嬢として再会した昔の知り合いに本番をお願いしてそのまま生中出し（3月9日、BAZOOKA）
- 身動き禁止の人間家具を強要され催淫媚薬と固定バイブでイキ果てる姉（3月21日、ナチュラルハイ）
- 向かいの部屋の巨乳美女をこっそり覗いていると視線に気付かれ逆に自慢のデカパイを見せつけるかのように僕を誘惑し始め…（4月6日、DOC）
- 家事代行おばさんの無防備な胸チラに我慢できずに無理やりねじ込むデカチン即ハメ! 「おばさんなんかのおっぱいで良いの…?」 断られても強引にイカせるイケメンの高速ピストン口説きSEXを完全収録!! 魅惑の若チ○ポに心奪われた巨乳妻が旦那では味わえない連続絶頂合計40回!（4月7日、DEEP'S）
- 全裸失禁痴漢（4月12日、ナチュラルハイ）
- 痴漢され潮を吹かされても最後まで感じていることを認めず潮が出なくなるまで何度もイカされ痙攣が止まらなくなる絶頂女（4月12日、ナチュラルハイ）
- 「『挿れるの3cmだけって言ったじゃん!』 看護師の姉に騎乗位でアソコを擦りつけてもらうだけでは我慢できず奥まで突き挿したら…」 VOL.1（4月12日、DANDY）
- 同居人とケンカし薄着姿で部屋を追い出されてしまった隣の可愛い女の子「ほとぼりが冷めるまで」と僕の部屋にいて貰うことになったが無防備すぎるおっぱいと見えそうな下着に興奮し我慢できず…（4月20日、DOC）
- 生中痴漢集団（4月26日、ナチュラルハイ）
- 満員バスで背後から制服越しにねっとり乳揉み痴漢され腰をクネらせ感じまくる巨乳女子○生 4（5月10日、ナチュラルハイ）
- 車中で隣の巨乳娘にこっそりイタズラ友達が側にいるコトに興奮したのか声を押し殺しイキまくる!! 到着した頃には物足りなかったのか彼女の方から…（5月18日、DOC）
- 犯されている自分に性的興奮を覚え激しく突かれる程に‘嬉ション’してしまう脳イキ欲求不満女（5月18日、DOC）
- 鉄板complete 鈴木真夕 BEST 潮吹き、痙攣イキ、限界を超える汗だくセックス（7月1日、TEPPAN）※単体ベスト
- 制服女子の超ミニスカ + ニーハイ = 極上絶対領域に勃起してしまった僕。それに気づいた彼女は興奮した様子で僕のチ●ポをイジりはじめ…（7月20日、DOC）
- 射精依存改善治療センター 射精したくて我慢できない絶倫ち○ぽをサポートします（7月26日、SODクリエイト）
- 「アナタごめんなさい…」 スケベ義父の執拗なイタズラに不覚にも発情してしまい長年溜まった濃厚精子を種付け連続大量発射される清廉嫁（9月7日、DOC）
- 痴姦師に無理やり下着をはぎ取られ漏らすまで何回もイカさせられたマキシワンピの女 2（10月25日、ナチュラルハイ）
- 年上美人の下着を物色中「こんな年増女の下着で欲情するの?」と…女として見られる悦びからか「本当に私なんかでいいの?」と欲求不満な身体で精液搾取 2（12月28日、DOC）

- 着衣での仕事のはずが媚薬を盛られイヤラシ汁を垂れ流すほど視姦され追い打ち媚薬で発情しイキ堕ちる清純デッサンモデル 2（1月18日、DOC）
- 舞ワイフ ～セレブ倶楽部～ 禁断の快楽 もう戻れない… 118（1月24日、AROUND）
- 産後処女を奪われ一度イッたら長時間アクメで痙攣が止まらないイキッぱなしベビーカー妻 2（4月25日、ナチュラルハイ）
- 元恋人は夫の弟…背徳の肉体契約 鈴木真夕（9月1日、プラネットプラス/七狗留）
- 寝取らせ願望のある旦那に従い出演させられた本物シロウト人妻 case7 婦人服販売員・田中真由美（仮名）27歳 輪姦中出し了承 埼玉県川口市在住 主人のためにネトラレます（10月10日、SODクリエイト）
- 息子の嫁に誘惑されて…（11月19日、KSB企画/エマニエル）
- 禁断介護（12月5日、グローリークエスト）

- ネトラレーゼ 妻が会社の先輩に寝取られていた話し 鈴木真夕（2月27日、タカラ映像）
- 憧れの爆乳先生と行く!! 一泊二日のわくわく温泉修学旅行（3月19日、グローリークエスト）
- 雪山で近親遭難（3月26日、ROCKET）
- 「寝取られ願望」のある夫が妻をダマして混浴放置! 裸より恥かしいハレンチ水着で夫の目の前で何度もイカされる巨根激ピストン（4月23日、SODクリエイト）
- ママ友同士で不倫シェア! 2人だったら罪の意識も薄れちゃう!? 人妻たちと逆3Pで王様三昧 男だったら誰もが1度は経験したい ナンパ贅沢セックス 2（5月10日、ホットエンターテイメント）
- 母の親友 鈴木真夕（5月13日、VENUS）
- 超美巨乳でイヤラシイ身体の幼馴染みいつでもどこでも誰とでもHな事を何でも受け入れちゃう淫乱ビッチ! 鈴木真夕（5月15日、ま○こ銀行）
- 卑猥なカラダで男を欲情させる巨乳女医カウンセリングルーム 美園和花 倉多まお 鈴木真夕（5月15日、million）
- 様々なシチュエーションで痴女たちが男を上から目線で凌辱する騎乗位! パンストを見せつけ破れた穴からパンティずらして強制挿入! 2（6月11日、グローリークエスト）
- あん時のセフレ...は友人の母親 鈴木真夕（6月25日、タカラ映像）
- 清楚なオンナがチ○ポに乱れる生々しいハメ撮り映像集 欲求制御不能なドスケベ素人3名（7月9日、SODクリエイト）
- 今日、いままでで一番気持ちいいセックスしちゃいました。鈴木真夕（7月10日、ま○こ銀行）
- No.1バニーガール史上最悪の恥辱 2 鈴木真夕（8月6日、グローリークエスト）
- ディープキス手コキ III（8月6日、グローリークエスト）
- 憧れの女上司と 鈴木真夕（8月27日、タカラ映像）
- 息子が中出ししたらお掃除フェラして強制勃起させ再び挿入金玉カラッポになるまで終わらない近親エンドレス相姦 鈴木真夕（10月13日、VENUS）
- こんな綺麗な顔なのにジャングル陰毛!! 生やしっぱなしの未処理剛毛ま○こでイキ狂う欲求不満の美人妻 鈴木真夕26歳（11月1日、OFFICE K’S）
- このたびウチの妻 (28) がパート先のバイト君 (20) にねとられました… →くやしいのでそのままAV発売お願いします。（11月7日、JET映像）
- 父の介護に来る中出し人妻ヘルパァ 鈴木真夕（11月12日、タカラ映像）
- グラマラス淫乱ビッチ! どちゃくそ可愛い巨乳ギャル「ガチで早漏でーす!」 （11月13日、ま○こ銀行）
- 社長の息子のHな社会科見学 6 鈴木真夕 河奈亜依 乃木はるか（11月19日、グローリークエスト）
- 完全保存版揉みたくなるおっぱいコレクション（11月19日、グローリークエスト）
- Ma○ko Device BondageXVIII 鉄拘束マ○コ拷問（12月3日、グローリークエスト）
- 巨乳妻さん限定ナンパ! 媚薬モニタリングのつもりが発狂潮吹きSEXまでしちゃいました! Vol.2（12月15日、LOTUS）
- シロウト撮VOL.06 働くOL・美女・セフレ・ハメ撮り・素人個人撮影（12月24日、胸熱素人）
- デカ尻素人女子大生がむっちり巨尻肉弾ピストンで足腰ガクガク! 肉肉しいケツを鷲掴み・尻穴鑑賞ペロペロ舐めつくし・デカ尻素股で高速ケツ振り・ケツ肉おっぴろげイっても止めない高速ピストンで悶絶痙攣絶頂!（12月25日、赤面女子）
- 個撮ドキュメント! 巨乳妻体液媚薬発狂性交 まゆみ30歳（12月25日、堅者の食卓/妄想族）
- 帽子が似合う癒し系美白ギャル おじさんチ●ポを弄んだりバコ突きされたりでハツラツ笑顔からのヤバアヘ顔! 鈴木真夕（12月26日、Shark）

- 中出し露天温泉 超美巨乳Hカップすぐにイッちゃう淫乱スキモノお姉さん 鈴木真夕（1月15日、ま○こ銀行）
- 隣の爆乳妻 泥酔し部屋を間違え「ただいま～!」鈴木真夕（2月1日、プラネットプラス/七狗留）
- ママのリアル性教育 鈴木真夕（2月4日、グローリークエスト）
- お義母さん、にょっ女房よりずっといいよ… 鈴木真夕（2月11日、グローリークエスト）
- 熟女連れ込み! 他人棒と遊ぶ人妻 盗撮ドキュメントのすべて 22 ～欲求不満、痴女美人妻の年下喰い編～（2月13日、熟女プライベート/熟女卍）
- ハメドリズム 06（2月27日、HMJM）
- ドスケベBODYの勝気な女社長とHなご子息 鈴木真夕（3月18日、グローリークエスト）
- はだかの主婦 世田谷区在住 鈴木真夕 (26)（4月1日、プラネットプラス / 裸婦趣向）
- 「出張マッサージ師が人妻の性感帯に勃起チ○ポを擦りつけて火がついたら終了! ヤらないで帰ろうとしたら『延長してもいいですか?』」 VOL.1（4月8日、DANDY）
- 巨乳人妻温泉デート 艶やかなカラダ Hカップ 桃子 29歳（4月9日、ま○こ銀行）
- 「ね～、暇だからハメていい?」 性欲が凄すぎて彼氏がゲームに夢中でも勝手にセックスおっぱじめて満足したら射精もさせちゃう小悪魔彼女（4月15日、グローリークエスト）
- 義父を誘惑する痴女嫁（5月1日、KSB企画/エマニエル）
- 僕の妻が… 義父と義兄にも抱かれてた現実… 鈴木真夕 （5月6日、タカラ映像）
- 神熱AV女優を1日貸切ひたすら本能の中出し交尾。 ACT.07 鈴木真夕（5月7日、プレステージ）
- アソコに直穿きスポウェア女子 エクササイズで発情してもうパンツに染みちゃってるドスケベ女子たち!（5月22日、オイスター海運）
- 義母さんだって孕みたい。鈴木真夕（6月10日、タカラ映像）
- ハプニングホテル ～絶倫むちむちGカップ妻が旦那に隠れて激イキセックス課外活動～（6月13日、バルタン）
- 一般男女モニタリングAV 近親相姦しちゃった母子のその後まで追跡スペシャル マジックミラーの向こうには再婚したての父親! 巨乳の新しいお母さんと童貞の息子が2人っきりの密室で筆おろし中出し!!…した後日談:義母と息子の何度も繰り返される父には秘密の近親相姦を家庭内盗撮 3（6月19日、DEEP'S）
- 乳首責め顔面騎乗手コキという絶頂無双の三点責め（6月25日、SEX Agent/妄想族）
- W巨乳奴隷 辻井ほのか 鈴木真夕（7月1日、グローリークエスト）
- 妄想告白ブルマん娘 真夕（7月8日、フェチ眼）
- RQ痴女 浜崎真緒 鈴木真夕（7月13日、ミル）
- 妻に「寝取られてほしい」と軽い気持ちでお願いしたら最悪な展開になった話（7月19日、ミセスの素顔）
- 終電を逃したそこのラブラブカップルさん!! 偶然たまたま方向が同じなので良ければ我々大事な彼女さんとタクっていいですか! 12（8月7日、JET映像）
- 先生が巨乳でHで困っちゃいます!? オッパイが気になって集中できない僕に優しく教えるフリをして誘惑してくる!（8月12日、SWITCH）
- ハイレグ痴女 浜崎真緒 鈴木真夕（8月13日、ミル）
- ネトラレーゼ 部下とまさか… 鈴木真夕（8月26日、タカラ映像）
- 親戚のおばさんに筆おろしされた僕。リターンズ 12 篠田ゆう 鈴木真夕（9月10日、LEO）
- 爆乳ムッチムチパーソナルトレーナーのお姉さん 鈴木真夕（9月16日、グローリークエスト）
- 色白デカ尻の家事代行おばさんに即ハメ! デカチンの虜になった人妻が翌日勝手に押しかけてきたので満足するまで何度も中出ししてあげた 7（9月21日、DEEP’S）
- 熟女連れ込み! 他人棒と遊ぶ人妻 盗撮ドキュメントのすべて 29  ～欲求不満妻の猥褻不倫旅行編～（10月12日、熟女プライベート/熟女卍）
- ウーマナイザーオナニー（10月21日、グローリークエスト）
- 酔いつぶれた人妻 4旦那の留守中に泥酔… 奥さんって飲むとイキまくるんですね。（11月5日、LEO）
- 【マジックミラー号25周年記念作品】「カップル限定」マジックミラー号の中で、自慢の彼女を「寝とって」中出し! 令和最強美女6名撮り下ろし+ 厳選した6名の総集編付き2枚組8時間SP（11月11日、SODクリエイト）
- 「おばさんの私が下着を盗まれるなんて…」 自分を女として見てくれるというだけで人妻は発情してしまうので本当チョロい 5（11月16日、かぐや姫Pt/妄想族）
- 剛毛オマ○コ舐めさせ痴女 強欲クンニで毛深い膣穴肛門の匂いと味をなすりつけ小便ぶちまけSEXでイキ狂う元グラドル淫乱人妻さん 鈴木真夕（11月23日、DEEP'S）
- ネトラレーゼ 親友に母が 寝取られ事件簿 鈴木真夕（11月25日、タカラ映像）
- ドスケベW爆乳痴女の露天温泉男喰い 鈴木真夕 本真ゆり（11月26日、ま○こ銀行）
- 彼女に内緒で彼女の母ともヤってます… 鈴木真夕（12月14日、JET映像）
- セクハラママさんバレー! 4 ハイレグブルマ姿の人妻10人が挑む過酷なエロトレーニング（12月14日、かぐや姫Pt/妄想族）
- パート先でお金を横領したことがバレて見逃してもらう代わりに童貞店長の筆下ろしの練習をさせてあげたら激しすぎて潮吹きが止まらなくなった巨乳妻（12月21日、アクアモール）
- 完全着衣 スイートルームアメイジング（12月21日、ミル）

- 角オナニー 擦り付けたら止まらない 5 13人（1月4日、かぐや姫Pt/妄想族）
- 妄想アイテム究極進化シリーズ 真・時間が止まる腕時計 家族全員まとめてSTOP ALL近親相姦SP 2 月島さくら 鈴木真夕 高瀬りな 眞ゆみ恵麻（1月13日、ROCKET）
- 田舎でヤルことがなくて… 隣に住む超剛毛の美爆乳妻と種付けSEXに溺れ孕ませた真夏の汗ダク不倫 鈴木真夕（1月14日、人妻花園劇場）
- RQ-クワッド痴女 アメイジング 浜崎真緒 鈴木真夕 木下ひまり 辻井ほのか（1月18日、ミル）
- Real Face 鈴木真夕（1月20日、プラネットプラス/七狗留）
- 友人の母親と2人だけの秘密。おばさんに無理矢理中出しセックスしたことは…。 鈴木真夕（1月25日、VENUS）
- 素人娘の全裸図鑑 21 今時の女の子11名が恥らいながら脱衣していく様子をじっくり撮影した、変態紳士のためのヘアヌードコレクション（2月8日、かぐや姫Pt/妄想族）
- 童貞君のオナニーのお手伝いしてくれません? おっぱい娘BEST巨乳・美乳・爆乳・ナイスバディの素人美女厳選10名収録300分ぜーんぶ中出しSPECIAL（2月11日、赤面女子）
- 野外レイプ 人里離れた山奥でサイコパス強姦魔に襲われ、泣き叫ぶ声も虚しく欲望のままに犯された人妻たち（2月22日、グローバルメディアエンタテインメント）
- ハチキレそうなGカップおっぱいをエロ親子に狙われた新人家庭教師 鈴木真夕（3月5日、プラネットプラス/七狗留）
- もう息子なしでは生きていけない…。母親が絶頂90回突破するエロス極限トランス中出し 鈴木真夕（3月8日、VENUS）
- 最高乳と最高尻を弄ぶぬるてか昇天オイルマッサージ（3月22日、SEX Agent/妄想族）
- 大丈夫、おばさんに任せて!!（4月7日、LEO）
- 「お義父様、許してこれ以上されたら私は…」夫の父の絶倫肉棒にイキまくる嫁…第3章 鈴木真夕（4月27日、グラフィティジャパン）
- 恥ずかしいカラダ デビュー10周年記念の旅 鈴木真夕（4月30日、HMJM）
- ママシ●タ実話 鈴木真夕（5月3日、グローリークエスト）
- 一般男女モニタリングAV 同窓会終わりに突撃交渉! 10数年ぶりに再会した同級生男女はラブホテルで1発10万円の連続射精セックスしてしまうのか!? 10（5月3日、DEEP'S）
- ダメ夫婦のねとらせ計画 鈴木真夕（5月10日、タカラ映像）
- ハイレグスイートルーム アメイジング Vol2（5月17日、ミル）
- 酔った夫に頼まれて仕方なく舐めだした美人妻のフェラ尻に我慢できず後ろから即ハメ 7（5月26日、ナチュラルハイ）
- 素人逸材PROJECT vol.8 ～とある地方妻の種付け流出日記～（6月9日、熟女LABO）
- 巨乳人妻によるギンギンの童貞君を優しく筆おろし 「本当に私でいいのかしら?」（6月10日、ま○こ銀行）
- 友だち同士の素人美少女2人が男を犯して狂わせる拘束スイートルーム!? 初めてのハーレム痴女プレイでM男くんいじめ! 身動き取れないデカチンをヌいてヌいてイカせまくる!（6月10日、赤面女子）
- バイト先で働く美しい人妻を家に連れ込み中出しセックス 鈴木真夕（6月21日、VENUS）
- 「こんなところでゴメンなさい…。でも、もう我慢出来なかったの…」 トイレが故障で使えず膀胱限界の放尿婦人 36人（6月21日、アクアモール/エマニエル）
- よめちゃん。【SNS人妻ドキュメント】 #002（6月25日、よめちゃん。）
- セフレカノジョ 鈴木真夕（6月28日、ゲインコーポレーション）
- 旦那が一服している短い時間で、義理の息子に毎日10発以上中出しされています…。 鈴木真夕（6月30日、センタービレッジ/桃園）
- 辛抱堪らん 義理の娘でもおじさんは 鈴木真夕（7月12日、タカラ映像）
- 性態調査 巨乳素人ヤリ活ハメパコ ハートもマ○コもフルオープンした美女たちとガチおせっせSP動画（8月15日、ピーターズ）
- まるっと! 鈴木真夕（8月20日、プラネットプラス）※単体ベスト
- 失楽園性交―繰り返す密会、深まる愛…禁断不倫― 鈴木真夕（9月9日、人妻花園劇場）
- 夫が仕事で家からいなくなるとデカチンな絶倫義父に抱かれ私はイキ狂っています… 鈴木真夕（9月27日、グラフィティジャパン）
- 人妻たちのガチイキ丸見えディルドオナニー V（9月27日、グラフィティジャパン）
- 春●バレー準優勝 セッター モロ出し調教済みSEX流出 衝撃のかわいさ（9月27日、REAL）
- お色気P●A会長と悪ガキ生徒会 鈴木真夕（10月4日、グローリークエスト）
- いつでもどこでもパイズリで爆乳に発射させてくれるおっぱいビッチの生保レディ 鈴木真夕（10月6日、SODクリエイト）
- 素人娘がM男君の自宅を訪問! 5 責め経験ほぼゼロのうぶな女子たちが、底知れぬM心に触発されドS痴女性が開花! 「もう出ちゃうんですか…//」 乳首舐め手コキや顔騎フェラで散々焦らした後は、杭打ち騎乗位で自ら腰を振ってイキまくる! M男君の10倍昇天してもまだ足りず、精子が空っぽになるまで強制連続搾取!（10月14日、赤面女子）
- 高級マッサージ! 洗練された人妻セラピストによる卑猥施術でヌキ本番! 人妻マ○コと手コキで最高に気持ちいい射精!（10月22日、ビッグモーカル）
- 鈴木真夕 BEST（11月1日、グローリークエスト）※単体ベスト
- 「おっぱい乗ってますけど…」超タイプの巨乳義母と入浴セックス 鈴木真夕（11月8日、VENUS）
- 乳首発狂 乳首愛こそ全て 鈴木真夕（11月10日、Mr.michiru）
- 昔付き合っていた同級生と再会してそのままW不倫…。当時着ていたセーラー服を着てもらって昔のようにハメまくるよみがえり青春SEX 鈴木真夕（11月10日、SODクリエイト）
- 素人美少女とリモコンバイブお散歩 7 ーSBY & SGN区編ー「もう我慢できません…//」人混みの中ビクビク震えてイキまくってしまう女子たち! 人生初の羞恥プレイでまさかのエロスイッチオン! 車移動中も大胆カーオナニー! 最後は近くのスタジオで心行くまで生セックス!（11月25日、赤面女子）
- マンション型高級メンズエステ※卑猥施術中出し裏オプション※完全盗撮 3（12月1日、素人39）
- 巨乳ママの償い 鈴木真夕（12月6日、グローリークエスト）
- 絶対本番禁止のデリヘル嬢にナマ中出し! 7  オイル素股でマ○コにチ○コを擦られてたら気持ち良すぎて思わずヌルっとナマ挿入! ダメよイヤよと嫌がりながら中出しされちゃう敏感ボイン嬢（12月6日、グローリークエスト）
- 鈴木真夕プレミアムBEST（12月9日、ま○こ銀行）※単体ベスト
- おっさんラッキーSEX 鈴木真夕（12月13日、タカラ映像）
- 混浴温泉ケダモノFUCK! Iカップ巨乳早漏剛毛マ○コお姉さん（12月13日、LOVEま○こ/妄想族）
- 近ごろ豊満な熟女体型を気にしはじめた嫁の母が恥じらう姿に僕は勃起してしまった 鈴木真夕（12月27日、VENUS）

- 一滴も残さずゴクゴク精子を飲み干す美人部下。妻では味わえない最高の愛人との精飲生活 2 鈴木真夕（1月3日、DEEP'S）
- 憧れの先輩は… 鈴木真夕（1月10日、タカラ映像）
- 囁き淫語W痴女 M男を焦らし寸止め甘サド責め 脳みそバグる密着変態M性感 新村あかり 鈴木真夕（1月10日、VENUS）
- S級熟女コンプリートファイル 鈴木真夕 6時間（1月24日、VENUS）※単体ベスト
- 「童貞君の包茎ち○ぽの皮を剥いて洗ってもらえませんか!?」 素人奥様が童貞君と密着混浴! 母性たっぷりち○ぽを泡洗い! カチカチにズル剥けた童貞ち○ぽに赤面発情! そのまま優しく筆下ろしSEX! 6（1月27日、赤面女子）
- 完全個室性感エステ 快楽泡泡洗体 中出し交渉盗撮（2月2日、素人39）
- 「採精室でイケメン患者と2人きり! 不意打ち射精に驚き精子を採取出来なかった熟年看護師が謝りながら2発目の精液検査を手伝ってくれた」 VOL.6（2月9日、DANDY）
- 近親素股プレイでハプニング!! 姉がセックスの伝授中にガマン出来ずにヌルンと挿入（2月16日、LEO）
- 一般男女モニタリングAV マジックミラーの向こうには父親たち! 禁断の母親交換! 同室スワッピングW筆おろし!! 息子の目の前で同級生を優しく受け挿れた巨乳のママ友マ○コたちと性欲溢れる童貞チ○ポたちは一度の射精では収まらない! 終わらない連続中出し!! 合計18発!!（2月21日、DEEP'S）
- 高級マッサージ! 洗練された人妻セラピストによる卑猥施術でヌキ本番! 人妻マ○コと手コキで最高に気持ちいい射精! 2（2月25日、ビッグモーカル）
- たっぷり甘ま～くて濃密 憧れのW巨乳痴女お姉さまの誘惑 鈴木真夕 有岡みう（2月28日、ゲインコーポレーション）
- おち○ぽ洗い屋 サウナレディのお仕事（2月28日、S級素人）
- たった7時間2人っきりにしてみたら…結果、11発セックスしてました。 鈴木真夕（3月10日、ドリームチケット）
- 入院生活が長過ぎておばさん看護師の透けパン尻でも余裕で勃起してしまう僕 6（3月16日、LEO）
- 巷でウワサの人妻出張感 男を惑わす肉感完熟デリバリー～剛毛マ○毛でわかめ酒編 鈴木真夕（4月4日、桃太郎映像出版）
- ドスケベW美白巨乳の混浴露天温泉 鈴木真夕 生田みく（4月14日、ま○こ銀行）
- 「おばさんのカラダで勃起しちゃったの?」 挑発的すぎる豊満なカラダがたまらないドエロおばさんに主導権とムスコをにぎられ、なすがまま生でヌプッ!! たっぷたぷの中出し白濁オツユがお尻まで垂れちゃうからチ●ポはまだまだ抜かないでっ!! 7（4月14日、LEO）
- 爆発奥さん これぞ王道エロティック クイーン オブ ザ おっぱい! 満たされたい美巨乳剛毛妻の末路 鈴木真夕（5月2日、桃太郎映像出版）
- 巨乳デリヘル 鈴木真夕（5月16日、ゲインコーポレーション）
- 股間まで3cm! シックスナイン施術でアソコの熱気が伝わるほど顔ギリギリに近づけ誘惑する確信犯メンエス嬢 VOL.1（5月25日、DANDY）
- 清楚系Gカップ人妻 結婚以来封印していた性欲が暴走 ド淫乱丸出し浮気交尾 剛毛マ○コと巨乳のエロ奥さん 真夕さん 結婚3年目（5月27日、Shark）
- ラブラブカップル同士が互いのパートナーを交換するスワッピングゲームに挑戦!! 相手の彼女 & 彼氏をより多くイカせたら賞金100万円!? 勝利の為にエグイほどのエロスキル発動ww 賞金の為に恋人の目の前で他人と生挿入中出しSEX!? 4（6月23日、赤面女子）
- 帰省先で再会した幼馴染の豊満ボディに挟まれチ●ポの奪い合い 何度も何度も強制中出し!! 密着汗だくで痴女られたボク 新村あかり 桃瀬くるみ 鈴木真夕（7月11日、BAZOOKA）
- 会社では大人しい神スタイルGカップ美人OL 中年男のセクハラ愛撫にタガ外れ性欲暴走メス交尾!! まゆさん 28才・OL（7月22日、オイスター海運）
- 【素人個撮】どこでもフェラチオ美少女 5 10名（7月25日、S級素人）
- 予約半年待ちリピ率100% 某メンズエステ店 密室 × 密着 イキ過ぎた禁断サービス 15（8月4日、DOC）
- 【25周年SP】シン・SEXのハードルが異常に低い世界 沙月恵奈 木下ひまり 渚みつき 鈴木真夕 川栄結愛 綾瀬ひまり（9月5日、DEEP'S）
- 江の島ビーチで輝くビキニGALの皆さん!! 「童貞美大生のデッサンモデルになってくれませんか?」 ナイスボディをデッサン中にフル勃起しちゃってうまく描けない童貞君に開放的なビキニ娘はムラムラ最高潮ww 「エッチしてみる」そのまま祝筆おろし中出しSP（9月22日、赤面女子）
- 今から妻を献上します… 初めて浮気をして帰ってきます… 鈴木真夕（9月26日、タカラ映像）
- 一般男女モニタリングAV 絶倫巨乳妻がコンドーム1つ渡され童貞大学生と1泊2日 欲求不満のご無沙汰妻は一度のゴム姦では満足できるはずもなく… 年下男子の童貞チ○ポにまたがり爆乳揺らしてイキまくる! 溜まりに溜まったザーメンを何度も搾り取る連続中出しSEX!（10月3日、DEEP'S）
- 研ぎ澄まされた美貌と痴女テクでM男を魅了する美淑女たちの狂宴射精ハーレム 都月るいさ 森日向子 鈴木真夕（10月10日、Million）
- 夫婦ゲンカで家を飛び出した隣の奥さんに貸してあげたワイシャツの隙間から見える乳首 & パンチラの誘惑に負けて薄壁一枚を隔てたご近所不倫（10月24日、BAZOOKA）
- ちん舐め個撮 ハーレムおしゃぶり円光 2 チ〇コに吸いつくWくちマ〇コ どぴゅどぴゅ精子ヌキヌキSP（10月24日、S級素人）
- 美人な姉と童貞弟が高額賞金かけて野球拳で対決!? 「姉ちゃんで興奮するわけないじゃん!」と言いつつ童貞弟バッキバキ勃起ガチ欲情 & お姉ちゃんも弟デカチンに赤面発情（＾＾；）仲良し姉弟筆おろし中出しSP（10月27日、赤面女子）
- 巨乳人妻によるギンギンの童貞君を優しく筆おろし「本当に私でいいのかしら?」5（11月10日、ま○こ銀行）
- 色情浪漫 シネマポルノ 人妻官能エロス【第八章】 背徳な性行為にイキ狂う人妻たち 強●和●八話収録240分（11月17日、MBM）
- 巨乳奥様限定! デカチンで悩む童貞君とタオル一枚密着混浴してくれませんか? ゼロ距離でのおっぱいポロン! 旦那より何倍も大きなデカチン観察! 全身の湯しずく舐めとり! ご無沙汰奥様は赤面発情!! 極楽筆おろしスペシャル（11月24日、赤面女子）
- 一般男女モニタリングAV 家族旅行中の即席W不倫企画 巨乳妻が初対面のデカチン男性とタオル一枚で相席混浴! 2 過激ミッションでみるみる勃起するデカチンに恥じらいながらもご無沙汰オマ○コからは期待汁が止まらない! スケベ本性剥き出しの生ハメ中出し連続射精セックス! 4組合計11発!（12月5日、DEEP'S）
- 素人ネムラセ!! 何しても起きない酩酊状態の素人を思うがままにハメまくる!! 3（12月15日、DOC）
- ブーツの美魔女とナマ交尾 即ズボチ〇ポの快感に美貌が蕩ける… まゆさん33歳（12月19日、有閑ミセス/エマニエル）
- 一人暮らしを始めた息子の部屋に通う美人巨乳母の近親相姦 (T28-649)（12月22日、TMA）

- 転生したら俺好みの欲求不満爆乳人妻になった件 ～俺よりも性欲の強い旦那とのセックスに目覚めてしまった～ 鈴木真夕（2月9日、人妻花園劇場）
- まるまる! 鈴木真夕（2月13日、なでしこ）※単体ベスト
- 【自撮り】どこでもオナ 2 10人（巨乳多め） 男子トイレ・雑居ビル階段など（2月27日、S級素人）
- カメラの前でおしっこする女 5（11月26日、グローリークエスト）

### アダルトVR
- 巨乳美人スチュワーデスのフェラ＆素股で接客（7月25日、KMPVR）
- 巨乳美人スチュワーデスのSEX接客（7月25日、KMPVR）
- あまりの美乳に思わずおっぱい吸っちゃった!! エロムチ巨乳なナイスボディ美女と中出しSEX!!（9月20日、CRYSTAL VR）
- 長尺148分・高画質 1周年記念作品 全編撮り下ろし 全員生中出し ラブイチャVR彼女 SPECIAL（12月16日、ブイワンVR）
- 【リアル映像】イチャつきデリヘル（12月31日、KMPVR）

- 説教がましい家庭教師に媚薬を飲ますと豹変し ド淫乱オンナに!（1月13日、ブイワンVR）
- 許して、アナタ…。背徳の未亡人（2月17日、ブイワンVR）
- 汗だくムレムレ密室エレベーターの中で密着粘液まみれ生中SEX（10月31日、エロタイムVR）

- 顔面愛撫VR私… 顔が性感帯なんです…（7月7日、KMPVR）
- 尻揉み（7月11日、KMPVR）
- 唾液垂れ流しVR ～SEX後に余韻に浸りながら快楽を求めオーガズムに達する女性達～（7月19日、KMPVR）
- Tバックに窒息するまで顔騎されるVR（8月12日、KMPVR）

- 剛毛美魔女妻との不倫旅行、Gカップの他人妻を独り占めする時間 鈴木真夕（5月28日、CASANOVA）
- 【時間無制限! 発射無制限!】 予約開始すぐに完売の人気No.1 【剛毛グラマラスGカップ美巨乳】泡姫の凄テク超極上おもてなし! 【口内・手コキ・中出し3発】子作り孕ませ 【ゴムNG超高級中出しソープ】鈴木真夕（12月20日、こあらVR）

- 健全メンズエステの担当は剛毛と美乳で有名なAV女優『鈴木真夕』「ナイショだよぉ♡」【お触り & 本番NG】のお店なのに誘惑されて生ハメ中出しSEX! 百戦錬磨の凄テクで一滴残らず射精させられた【ラッキースケベVR】（1月14日、こあらVR）
- 一人暮らしを始めた僕の部屋へ通う母との近親相姦濃厚性交（7月29日、TMA）
- 引きこもりの僕がヌキたくなって壁をドンドン叩くとすぐに来てくれる義理ママ。性欲処理で僕のチ●ポをおさめてくれる最高の引きこもり生活。鈴木真夕（9月12日、SODクリエイト）

- エグイほどエロクビレ剛毛ボディ【超肉感特化】はエロ偏差値高めの証で何度も何度もザーメンを絞り取り求めあう… 鈴木真夕（1月5日、肉きゅんパラダイスVR）
- 【俺専用パイズリ & オシャブリーナVR】 15人完全撮りおろし（1月27日、こあらVR）
- 神々が産み出した傑作の美貌 最高のカラダとベロテクで男をイカせる昇天全身リップヘルス 鈴木真夕（7月9日、KMPVR-bibi-）
- 学内のあちこちでセクハラ地獄 Gカップ美巨乳の女教師から受ける圧迫おっぱい指導で抜かれまくったボク 鈴木真夕（7月24日、KMPVR）
- これぞ8K VR!! オイルまみれのおっぱいと剛毛ボディで目隠し誘惑する出張エステ嬢 鈴木真夕（10月20日、KMPVR）
- 天井特化アングルVR ～隣に住んでいる巨乳お姉さん～ 鈴木真夕（11月3日、KMPVR）
- 圧迫巨乳で不貞行為の証拠を集める妻が雇ったヤリ手の離婚弁護士 鈴木真夕（11月26日、KMPVR）
- じっと見つめながら手コキしてあげるよ♡（12月7日、KMPVR）

### アダルト配信
- Mさん (ore252)（9月1日、俺の素人）
- まゆ (orec038)（11月24日、俺の素人）
- みのりさん (endx130)（12月15日、E★ナンパDX）

- まゆ (dtds012)（2月2日、童貞くん大好きっ!）
- まゆ（2月10日、KAKUJITSU）
- まゆ 2（2月17日、KAKUJITSU）
- まゆ (ore296)（3月10日、俺の素人）
- まゆ（3月10日、お母さん.com）
- ■エンドレスダダ漏れファック!! 絶頂と共に噴き出す超噴水潮! ■ガールズバー店員なつみ(23)清楚系ほんわか美女がま・さ・か・の… スプラッシュオンパレードな漏れ過ぎSEX!?（3月13日、プレステージプレミアム）
- カリスマAV監督タイガー小堺の『AV女優のお悩みを一刀両断!! 撮影現場におジャマして勝手にハメ撮り人生相談始めちゃいました!!』 鈴木真夕（3月23日、SODクリエイト）
- まゆ (orec096)（5月31日、俺の素人）
- 【配信専用】射精が止まらない! 柔らか巨乳おっぱい濃厚美女パイズリ! 3（7月12日、ふぇち党）
- 【配信専用】完全主観で美女がチ●ポを素股コキ! 極限まで焦らされ精子が枯れるほど絞り取られる。 2コキめ。（7月26日、ふぇち党）
- ゆうこ（10月12日、しろうとまんまん）
- ■爆濡れ爆イキ爆ハメ潮! 「こんな快感初めてです」 ■【趣旨】カップルがお悩み相談【お悩み】性生活がマンネリ中⇒「大人のオモチャ使ってみませんか?」【肉体】薄ピンクでデカ乳輪にデカ乳首の推定Fカップ⇒感度も良好【発情】クリを電マ責めされ全身を震わせながらイク⇒真っ赤な下着が愛液塗れ【見所】ち●こを抜く度に溢れ出すエンドレスなハメ潮!! カップルの生々しいSEXがここに!! ＜お悩み解決LOVEワゴン乗車 NO.009＞ まゆみ 23歳（11月13日、プレステージプレミアム）

- さとうあいこ (27)（1月4日、しろうとまんまん）
- 【配信専用】「いっぱい気持ちよくしてあげる」た～っぷりの泡をつけた美少女たちがお風呂で全身イチャイチャ密着ご奉仕 感度倍増ヌッチョリ泡々プレイにフル勃起不可避!!（1月24日、ふぇち党）
- ユキナ (23)（1月25日、しろうとまんまん）
- 西野蘭 (mywife437)（2019/03/10日、舞ワイフ）
- まゆ (orec441)（10月11日、俺の素人）

- まーゆ（5月14日、横浜かまちょ）
- まゆ（5月28日、おっぱい素人＃3150）
- まゆ（6月1日、この変態女を見よ）
- まゆ (sqb052)（6月5日、シロウト急便）
- なゆ（7月16日、シロウトさん）
- しのみ（8月10日、ハメドリネットワークSecondEdition）
- 中出し4連発の【いきなりSEX】最大級ボリューム：Gカップお色気ムンムンの美人!! 締まり!! 感度!! 反応!! 全てがAAA級のガチで抱きたくなる極上美女に勢い余って中出し4連発!! いつもより多く挿入 & 放出しておりますのでお楽しみください!! まゆ 24歳 / Gカップの色気満載のグラマラス豊満BODY!! / イケメンとイチャSEX希望w（8月11日、プレステージプレミアム）
- しのみ 2（8月21日、ハメドリネットワークSecondEdition）
- まゆ（11月10日、横浜かまちょ）
- 【バリキャリGカップ】猛烈に働く女のストレスをセックスで発散! 新規オープンを控えたカフェ店のマネージャーのマジで多忙なスケジュールに割り込みチ●コを差し込んで行く一部始終。 外食産業系企業 経営管理 入社6年目 鈴木さん（11月18日、プレステージプレミアム）
- ヌキあり、笑いあり、涙あり! ドキュメントAVの金字塔、爆誕!!! Gカップ爆乳美女が童貞卒業のお手伝い♪ 圧倒的な美ボディの色白美女が大胆にエスコート! デートの時は童貞の心を開き、ベッドでは股を開く神対応! AV女優・鈴木真夕が己のプライドをかけて”セックス”に挑む、真実しかないガチンコセックスドキュメントAV!（12月10日、GOOD-BYE-CHERRYBOY）
- マジ軟派、初撮。1568 まゆ 24歳 医療関係  ジムでトレーニングしていたセクシー美女をナンパ成功! 欲求不満気味の美女はウェアの真ん中を濡らしてストレッチ! そのまま服を脱がしておっぱいを揉めばビクビク体を震わせ感じだす敏感ボディ♪（12月13日、ナンパTV）
- まゆ（12月19日、れいわしろうと）
- まゆ（12月21日、E★人妻DX）
- まゆみ (hta407)（12月22日、ヒルズ妻）
- まゆみ 2 (hta408)（12月22日、ヒルズ妻）
- まゆ (orec662)（12月24日、俺の素人）

- 【爆淫アヘ顔女王!!】 年齢不詳ミステリアスG乳お姉さん。物静かなキャラとは裏腹に生チ●ポ挿入で激変! 放送禁止ギリギリのエッロいイキ顔で乱れまくる! 勃起不可避! 閲覧必至!!：ウラトーーク Talk.08 鈴木真夕 ??歳 AV女優歴:5年（1月5日、HHH）
- まゆ 2（1月15日、横浜かまちょ）
- ラグジュTV 1364 百合奈 29歳 美容クリニック院長  日頃白衣に包み隠していたグラマラスボディを、今宵、惜しげもなく披露! 刺激を求めて来たという言葉に偽りなく、妖しく生い茂る陰毛に覆われた秘部は巨根のピストンに敏感に反応し、体をビクつかせながら中イキの連続!（2月10日、ラグジュTV）
- まゆ (hmhi683)（2月26日、はめチャンネル）
- まゆん（4月9日、フルールカノン）
- 唯（4月14日、ビッチガール）
- 自宅中出し&ぶっかけ3連発→男なら誰もが振り向く【神スタイル × 美乳Hカップ若奥様】「フェラ好きで30分しちゃうんです…♪」なんてドスケベなんだッ!! 都内タワマンの自宅でSEXいいすか? → 秒速イキからの爆潮ビシャビシャ大噴出!!! 【推定3リットル越え】旦那に罪悪感抱きながらも他人棒でイキまくる!!! 家中にハメ潮汁を撒き散らして自宅浸水!!!の巻 鈴木麻友 27歳 テレビプロデューサーの奥様（6月14日、プレステージプレミアム）
- ジャイアントGカップ!! ムチムチOLの正体は… イキ過ぎアヘアヘのど変態!! 成績優秀なバリキャリが同僚には絶対に見せられないヤバイSEXでイキまくる!! 中出しはダメって言ってたけどち●こ抜けないくらい締め付けてたよwww：今日、会社サボりませんか? 37 in 渋谷 まゆさん 27歳  (入社4年目) 求人サイト営業（7月12日、プレステージプレミアム）
- 美人+巨乳+白衣のエロ天使に中出し!! まゆ22歳 Gカップ（9月19日、巨乳エクスプレス）
- 【即イキG乳お姉さん】Gcup秘書を彼女としてレンタル! 口説き落として本来禁止のエロ行為までヤリまくった一部始終を完全REC!! お台場デートを楽しんだあとは、ホテルで濃厚いちゃラブ恋人セックス!! 垂れてないGカップ美爆乳の破壊力がヤバイ!! 挟んで良し、揉んで良し、揺らして良しの最強おっぱい!! 常に濡れてる超絶敏感マ◯コは挿れたら即イキ絶頂!! 痙攣してイキまくるエッチなお姉さんで抜きまくれ!!!! マユちゃん 27歳 秘書（8月15日、プレステージプレミアム）
- くみ（11月5日、Lady Hunter）

- 【超絶美女】【性欲盛々】まゆちゃん登場! 『今日は花嫁修業に来ましたw』家事は大丈夫だけど結婚できない! なぜだ!? 導きだした答えは「セックスのテクが足りない!!」【巨乳Gカップ】【ハリMAX美尻】柔らかすぎる超絶巨乳に満点のプリ尻が乱れまくる♪ご奉仕パイズリはマジ必見!! お久しぶりチ○ポで性欲全開乱れまくりSEXを見逃すな!（2月1日、ARA）
- 【奇跡の早漏】【ぶるんぶるん暴れるG乳】【100万人に1人の逸材】【20秒に1度イク】【舌出し連続絶頂】【手付かずのアマゾン剛毛】【結婚歴?年】SNSでDMを送ってきた欲求不満人妻とパコパコ撮影 よめちゃん。#007（奇跡の早漏G乳妻）鈴木さん 29歳 超剛毛ネイリスト（2月4日、はめちゃん。）
- まゆ（4月5日、素人熟女図鑑）
- まゆ 2（4月5日、素人熟女図鑑）
- まゆ（4月25日、ハメドリネットワークSecondEdition）
- みく & まゆ（6月4日、俺の素人-Z-）
- まゆ (orev015)（6月6日、俺の素人-Z-）
- まゆ (imgn045)（7月25日、imagine）
- まゆ（7月26日、おっぱいちゃんず）
- まゆ (sqb164)（7月29日、シロウト急便）
- ゆー（8月8日、imagine）
- 真夕（9月10日、素人熟女図鑑）
- 真夕 2（9月10日、素人熟女図鑑）
- まゆちゃん (oreco174)（10月9日、俺の素人-Z-）
- まゆ (imgn047)（10月10日、imagine）
- まゆちゃん (oreco201)（11月12日、俺の素人-Z-）
- 鈴木（12月1日、素人ペイペイ）
- まゆ（12月10日、素人げっちゅ）

- まゆさん (oreco226)（1月18日、俺の素人-Z-）
- まゆさん (spay186)（2月1日、素人ペイペイ）
- まゆ姉ちゃん（2月24日、ホームメイド）
- M132ちゃん & Y132ちゃん（2月24日、蜃気楼）
- ゆうき (hmdnc603)（5月19日、ハメドリネットワークSecondEdition）
- ホテルスタッフS（6月1日、素人ペイペイ）
- りこ & しょうた & まゆ & こう (oreco350)（6月22日、俺の素人-Z-）
- 性欲を持て余す美人妻がアプリで出会った初対面の男と不貞行為!!膣とチ○コも夫以上に相性ぴったりマッチング…?! 挿入早々、即イキ大絶頂&激ピス毎に飛び出る潮吹きにシーツはビチャビチャ! 赤の他人の精液に舌出し恍惚の表情...膣奥でくすぶっていた欲望溢れ出し我を失うほどにヨガリ狂う!!【まゆ/30歳/結婚7年目】（7月24日、MOON FORCE）
- つかささん & まゆさん（8月3日、素人ペイペイ）
- エビスM016ちゃん (oremo016)（9月8日、俺の素人-Z-）
- まゆ (oreco462)（9月13日、俺の素人-Z-）
- 見るからに遊んでそうな雰囲気のスタイル抜群の女 まゆ【意識混濁】(GESY-015)（9月30日、ゲスヤミ）
- Sさん (spay310)（10月4日、素人ペイペイ）
- まゆ (ore958)（10月5日、俺の素人）
- まゆ & だいすけ (oreco484)（10月12日、俺の素人-Z-）
- M167ちゃん（10月27日、蜃気楼）
- R168ちゃん & M168ちゃん（11月3日、蜃気楼）
- まゆ 2 (orev065)（11月14日、俺の素人-Z-）
- M大学リクスー女子大生S (oremo069)（11月14日、俺の素人-Z-）
- まゆさん (oreco525)（11月21日、俺の素人-Z-）
- 【潮吹き大噴射!】【極上美乳】今回のアラサー女子は、現在女社長として活躍する葉満田さん(30歳)半年前に旦那さんとの普通の日常に飽きてしまい離婚…。自由になった記念に普段経験できない、プロのデカ●ン男優とのSEX希望で応募! 久々の男性に照れつつも、いざSEXが始まると欲望が抑えきれず何度も求めイキまくり!!! 気持ち良すぎて… ド派手潮吹き大噴射!!! 最後は大人の色気漂うランジェリーで濃厚性交!!【アラサーちゃん。28人目 葉満田さん】（11月24日、Jackson）
- 鈴木さん (spay332)（12月4日、素人ペイペイ）
- ななこさん（12月22日、ぎがdeれいん）

- 体験入店初日のセラピストに本番行為までやってしまう様子を激撮。言われるがまま手コキ・フェラと進めてしまい遂には生挿入されてしまった挙句、最後は中出しフィニッシュされてしまう…。#担当:まゆ（1月4日、ドキュメントdeハメハメ）
- 隣に住んでる無防備すぎるノーブラ巨乳女が、彼氏と喧嘩し部屋を追い出されているのを発見! 彼氏が落ち着くまで僕の部屋にいて貰うことになったが、エロすぎる下着に衝動を自制できず・・・【NTR/Hカップ/薄着/乳首ぽっち/パイズリ】（1月8日、しろうとまんまんダークネス）
- マユさん（2月9日、人妻23区）

### イメージビデオ
2011年
- 純粋少女〜17歳、初めてのTバック〜（10月21日、Club Teen's）
- 純潔DOLL[9]（12月23日、pistil）

2012年
- 聖なる少女（11月23日、スパイスビジュアル）

2013年
- Lovely Magic（1月18日、Coming soon）
- 優等生のJUICE （12月13日、キングダム）

2014年
- 優等生の恥ずかしゼミナール（2月17日、キングダム）
- ALL NUDE 鈴木真夕[10][11]（12月25日、Aircontrol）

2015年
- 鈴木真夕はオレのカノジョ。（8月25日、GARDEN）
- 無修正 ～沖縄編～ 鈴木真夕（12月4日、キングダム）

2018年
- ヴィーナス・テルメ 鈴木真夕（4月27日、オルスタックソフト販売）

2022年
- 愛に揺れている 鈴木真夕（2月22日、Superlative）

## 書籍・製品

### 写真集
- ハダカのまゆ[12]（2014年12月20日、ジーオーティー、撮影：中山雅文）ISBN 978-4-86084-938-2
- もずくの天ぷら 鈴木真夕写真集[13]（2022年2月24日、ジーウォーク、撮影：篠原潔）ISBN 978-4-86717-288-9

### デジタル写真集
2021年
- 密旅【グラビア写真集】（1月8日、プレステージ出版、撮影：篠原潔）
- 密旅【ヘアヌード写真集】（1月8日、プレステージ出版、撮影：篠原潔）
- めぞん夕刻 〜エッチな管理人〜【グラビア写真集】（8月27日、プレステージ出版、撮影：C:TAKERU）
- めぞん夕刻 〜エッチな管理人〜【ヘアヌード写真集】（8月27日、プレステージ出版、撮影：C:TAKERU）※【ヘアヌード写真集】には特典映像が付属。
- 神熱 PHOTO BOOK 鈴木真夕（10月15日、プレステージ出版）

2022年
- れいむ 鈴木真夕 vol.01～vol.06（5月13日、ジーウォーク、撮影：篠原潔）

2023年
- 密旅 Another Edition.（11月3日、プレステージ出版、撮影：篠原潔）※写真集「密旅」の完全未公開版。

### 雑誌
- 週刊プレイボーイ 2014年 11/17号
- FRIDAY 2015年 5/1号
- smart 2015年6月号
- 月刊DMM 2015年7月号
- 実話大報 2015年9月号、2016年2月号
- ズバ王 2016年3月号

### グッズ
- 鈴木真夕 等身大抱き枕カバー＜SexyランジェリーVer＞（2017年11月12日、ゲファルサ）